# Schlacht bei Guinegate (1479)
Die Schlacht bei Guinegate wurde in einer französischen Ortschaft namens Guinegate in der Picardie ausgetragen, heute heißt sie Enguinegatte im Département Pas-de-Calais. Sie ereignete sich am 17. August 1479. Manche Quellen nennen als Tag des Kampfes den 7. August. Anlass für die Schlacht war der Streit über den Besitz des Burgundischen Erbes Karls des Kühnen zwischen Erzherzog Maximilian I. (der „letzte Ritter“) aus dem Hause Habsburg und König Ludwig XI. von Frankreich.

## Vorgeschichte
Zwei Jahre vorher, am 19. August 1477, hatte Maximilian I. Maria von Burgund geheiratet. Maria war die einzige Erbin ihres Vaters, Herzog Karls des Kühnen, der in der Schlacht bei Nancy am 5. Januar 1477 den Tod gefunden hatte. Das Herzogtum Burgund war ein französisches Mannlehen. Als Karl der Kühne tot war, betrachtete der französische König Ludwig XI. die Gebiete als ein an ihn zurückgefallenes Lehen und ließ seine Truppen in die burgundischen Städte der Picardie, nach Artois, Flandern, Hennegau und das Herzogtum Burgund einrücken. Erzherzog Maximilian sah demgegenüber diese Ländereien als seinen gemeinsam mit Maria regierten Besitz. Er reagierte auf den französischen Versuch der Landnahme mit dem Sammeln eines Heeres, das aus den burgundischen Niederlanden in die Picardie eindrang. Beim Dorf Guinegate kam es zur Schlacht.
Die Schlacht fand in einer Zeit des militärischen Übergangs statt. Die Schweizer hatten Schlachten mit Karl dem Kühnen bei Murten (1476) und bei Nancy (1477) durch massierten Einsatz von Fußvolk für sich entschieden, das mit Piken kämpfte. Die bislang dominierenden Ritterheere waren gegenüber der Infanterie ins Hintertreffen geraten. Der Erfolg sprach sich herum und motivierte in allen europäischen Staaten zur Nachahmung der eidgenössischen Taktik. Als erste zogen die geschlagenen Burgunder aus dieser Erkenntnis Lehren. Der 20-jährige Erzherzog Maximilian hatte aber weder ausreichend Erfahrung hierzu noch als neuer Landesherr schon genügend Akzeptanz, um mit einer neuen Idee das Heereswesen in seinem Gebiet zu reformieren. In seinen Reihen hatte er jedoch Jakob von Savoyen, den Grafen von Romont, der aus dem Gebiet des Neuenburgersees stammte und schweizerische Erfahrungen mitbrachte. Der Graf lehrte die flämischen Fußknechte, sich als Gewalthaufen aufzustellen und dessen Vorgehen im Kampf.

## Schlachtverlauf
Das französische Heer kämpfte unter dem Befehl von Philippe de Crèvecœur. Die deutschen und burgundischen Einheiten führte Maximilian I. persönlich in die Schlacht. Der junge Erzherzog gesellte sich in die Reihen der Fußknechte. Mit einem Langspieß in der Hand kämpfte er im ersten Glied gegen die herankommenden Ritter. Sein Beispiel mag den Kampfesmut des taktischen Verbandes erhöht haben. Nach vier Stunden Kampf mussten sich die Franzosen, nachdem sie die deutsche und burgundische Artillerie erobert und die kaiserlichen Ritter niedergeschlagen hatten, vom Schlachtfeld zurückziehen.

## Folgen
Nach der Schlacht konnte Maximilian ohne weiteren Widerstand einen Großteil des Hennegau mit der Stadt Cambrai wieder in Besitz nehmen. Doch war sein Erfolg nicht von Dauer. Laut einem der bedeutendsten Historiker der Zeit, Philippe de Commynes, konnte Ludwig XI. den Krieg in den Niederlanden fortsetzen, da die deutschen Verluste viel höher waren als die französischen Verluste. Maria von Burgund kam unerwartet durch einen Reitunfall im Jahr 1482 zu Tode. Die daraufhin in den Niederlanden ausbrechenden Konflikte nutzte Ludwig XI. zur Wiederaufnahme des Krieges. Maximilian musste im selben Jahre mit Frankreich den Frieden von Arras schließen. An Frankreich fielen das Herzogtum Burgund, die Freigrafschaft Burgund und das Artois, die Stadt Arras und die 1477 besetzte Picardie. Die Habsburger erhielten Flandern zurück.

## Bewertung
Die Schlacht hat staatspolitisch im Vergleich etwa mit den Burgunderkriegen eher Randbedeutung, da es um die Lösung eines regionalen Konfliktes ging. Der französische König hatte bei der Rückforderung von Lehen zu weit ausgegriffen und so Erzherzog Maximilians Gegenwehr ausgelöst. Militärhistorisch ist diesem Waffengang hingegen ein hoher Stellenwert einzuräumen. Auch wenn sie noch nicht als solche bezeichnet wurden, gaben Landsknechte hier ihr Debüt als neues Truppenelement in der Kriegsführung. Ebenso revolutionär war, dass sich Maximilian in die kämpfende Truppe eingereiht hatte. Vielleicht trug diese Erfahrung dazu bei, dass er später für Wünsche aus den Reihen der Landsknechte ein offenes Ohr hatte.